# Khadernagar, Bidar
Khadernagar là một làng thuộc tehsil Bidar, huyện Bidar, bang Karnataka, Ấn Độ.